# Estonian International 2025
Die Estonian International 2025 im Badminton fanden vom 9. bis 12. Januar 2025 in der Kalev Sports Hall in Tallinn statt.

## Sieger und Platzierte
| Disziplin    | Gold                               | Silber                                | Bronze                                 |
| ------------ | ---------------------------------- | ------------------------------------- | -------------------------------------- |
| Herreneinzel | Joakim Oldorff                     | Victor Ørding Kauffmann               | Jakob Houe                             |
| Herreneinzel | Joakim Oldorff                     | Victor Ørding Kauffmann               | Valentin Singer                        |
| Dameneinzel  | Nella Nyqvist                      | Anna Siess Ryberg                     | Petra Maixnerová                       |
| Dameneinzel  | Nella Nyqvist                      | Anna Siess Ryberg                     | Frederikke Østergaard                  |
| Herrendoppel | Yue Chern Chua Koon Fung Kelvin Ho | Bhargav Ram Arigela Viswa Tej Gobburu | Natan Begga Baptiste Labarthe          |
| Herrendoppel | Yue Chern Chua Koon Fung Kelvin Ho | Bhargav Ram Arigela Viswa Tej Gobburu | Filip Karlborg Mio Molin               |
| Damendoppel  | Margot Lambert Camille Pognante    | Agathe Cuevas Kathell Desmots-Chacun  | Kati-Kreet Käsner Helina Rüütel        |
| Damendoppel  | Margot Lambert Camille Pognante    | Agathe Cuevas Kathell Desmots-Chacun  | Lilou Schaffner Mariia Stoliarenko     |
| Mixed        | Ethan van Leeuwen Abbygael Harris  | Grégoire Deschamp Margot Lambert      | Natan Begga ; Mariia Stoliarenko       |
| Mixed        | Ethan van Leeuwen Abbygael Harris  | Grégoire Deschamp Margot Lambert      | Thibault Gardon Kathell Desmots-Chacun |